# August von Bonstetten

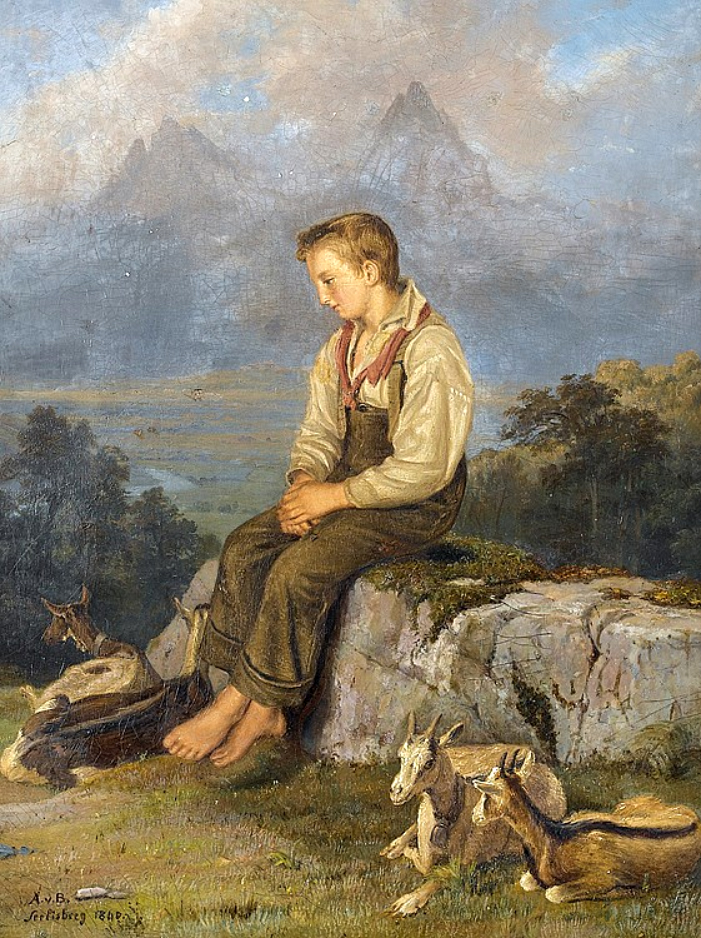
Hirtenbub mit Ziegen vor den Mythen (1840)

Abraham Sigmund August von Bonstetten (* 16. Februar 1796 in Bern; † 15. Mai 1879 in Vechigen) war ein Schweizer Offizier und Amateurmaler.

## Leben und Werk
August von Bonstetten war der Sohn des Berner Oberamtmanns von Signau und Maler-Dilettanten Johann Karl von Bonstetten (1761–1838). Nach 1800 verbrachte er seine Kindheit und Jugend im Schloss Sinneringen in der bernischen Gemeinde Vechigen. 1814 begann er seine Offizierslaufbahn im Regiment von Wattenwyl. Von 1815 bis 1829 war er in Holland stationiert und wurde bis zum Hauptmann befördert. Während eines sechsmonatigen Urlaubs in Bern 1822 wurde er Schüler des Malers Jacques-Henri Juillerat (1777–1860).
1826 wurde von Bonstetten Mitglied des Grossen Rats in Bern. 1827 zeigte er sein Gemälde Inneres der Kathedrale von Antwerpen auf einer Brüsseler Kunstausstellung. Er wurde zum Ehrenmitglied der Brüsseler Kunstgesellschaft ernannt. Während eines Armeeurlaubs von Februar bis Juli 1828 besuchte er Italien, wo er in Rom Bertel Thorvaldsen und Léopold Robert traf. Nach seiner Entlassung aus der Armee liess er sich in Sinneringen nieder. Er unternahm gemeinsam mit dem Landschaftsmaler Edouard de Pourtalès-Pury (1802–1885) eine Reise nach Italien, wo er sich 19 Monate lang aufhielt. Wegen der bedrohlichen politischen Lage floh er im Februar 1831 aus Rom nach Florenz und kehrte im September nach Sinneringen zurück. Wegen seiner Teilnahme am Komplott gegen die liberale Berner Regierung floh er wieder nach Italien, wo er Venedig, Neapel und Capri besuchte. Bei seiner Rückkehr nach Bern wurde er am 23. Januar 1835 verhaftet und für drei Monate im Kerker des Aarbergertores eingesperrt. Wieder zu Hause im Schloss Sinneringen, das er mit andern Verwandten zu teilen hatte, arbeitete er an seinen Bildern und kümmerte sich um den Gutsbetrieb. Einen Raum im ersten Stock des Schlosses bemalte er mit Szenen aus dem Leben Don Quijotes. Er verkaufte nur wenige Bilder und überarbeitete oft ältere Werke. Bonstetten war von Alexandre Calame und Maximilien de Meuron beeinflusst und gehörte zu den Schweizer Amateurkünstlern. Um den gesellschaftlichen Konventionen daheim zu entfliehen, pflegte er eine rege Reisetätigkeit. Er blieb zeitlebens Junggeselle.
Die Stiftung Schloss Jegenstorf widmete ihm 2001 eine umfangreiche Werksausstellung.